# Nicolas Bazin

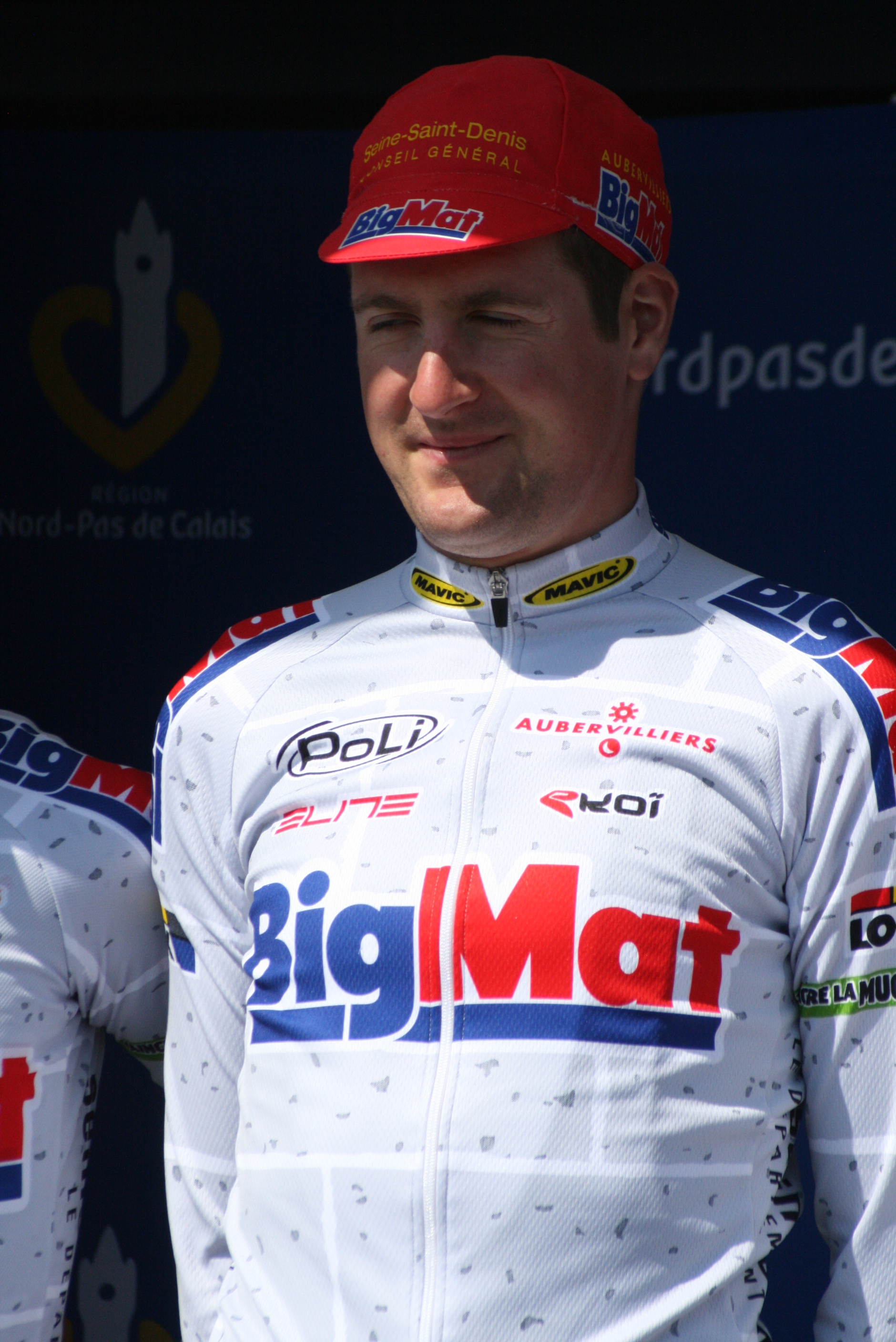
Nicolas Bazin bei den Vier Tagen von Dünkirchen 2011

Nicolas Bazin (* 9. Juni 1983) ist ein ehemaliger französischer Radrennfahrer.
Nicolas Bazin wurde 2005 in Le Bourg-d’Oisans Dritter bei der französischen Mountainbike-Meisterschaft im Cross Country der U23-Klasse. Zwischen 2008 und 2013 gewann er insgesamt 12 Crossrennen des internationalen Kalenders. Auf der Straße fuhr er mehrere Jahre für UCI Continental Teams, ohne allerdings besondere Ergebnisse zu erzielen.

## Erfolge
2008/2009
- National Trophy Round 4, Leicestershire

2009/2010
- National Trophy Round 4, Leicestershire

2010/2011
- Cyclocross Nommay, Nommay
- National Trophy Round 3, Kirkby Mallory

2011/2012
- Catamount Grand Prix, Williston
- Ellison Park Cyclocross, Rochester

2012/2013
- Ellison Park Cyclocross 1, Rochester
- Ellison Park Cyclocross 2, Rochester
- Catamount Grand Prix - NECX 1, Williston
- Charm City Cross 1, Baltimore
- Charm City Cross 2, Baltimore
- Grand Prix Hotel Threeland, Pétange

## Teams
- 2008 Differdange-Apiflo Vacances (ab 1. Mai)
- 2009 Continental Differdange
- 2011 Big Mat-Auber 93
- 2012 Auber 93
- 2013 BigMat-Auber 93